# Lamborghini Egoista
Lamborghini Egoista – samochód koncepcyjny zaprezentowany przez Lamborghini z okazji 50-lecia firmy. Model oparty jest na modelu Gallardo. Posiada 5,2 L (317 CU) silnik V10 wytwarzający 600 KM (447 kW, 608 PS).

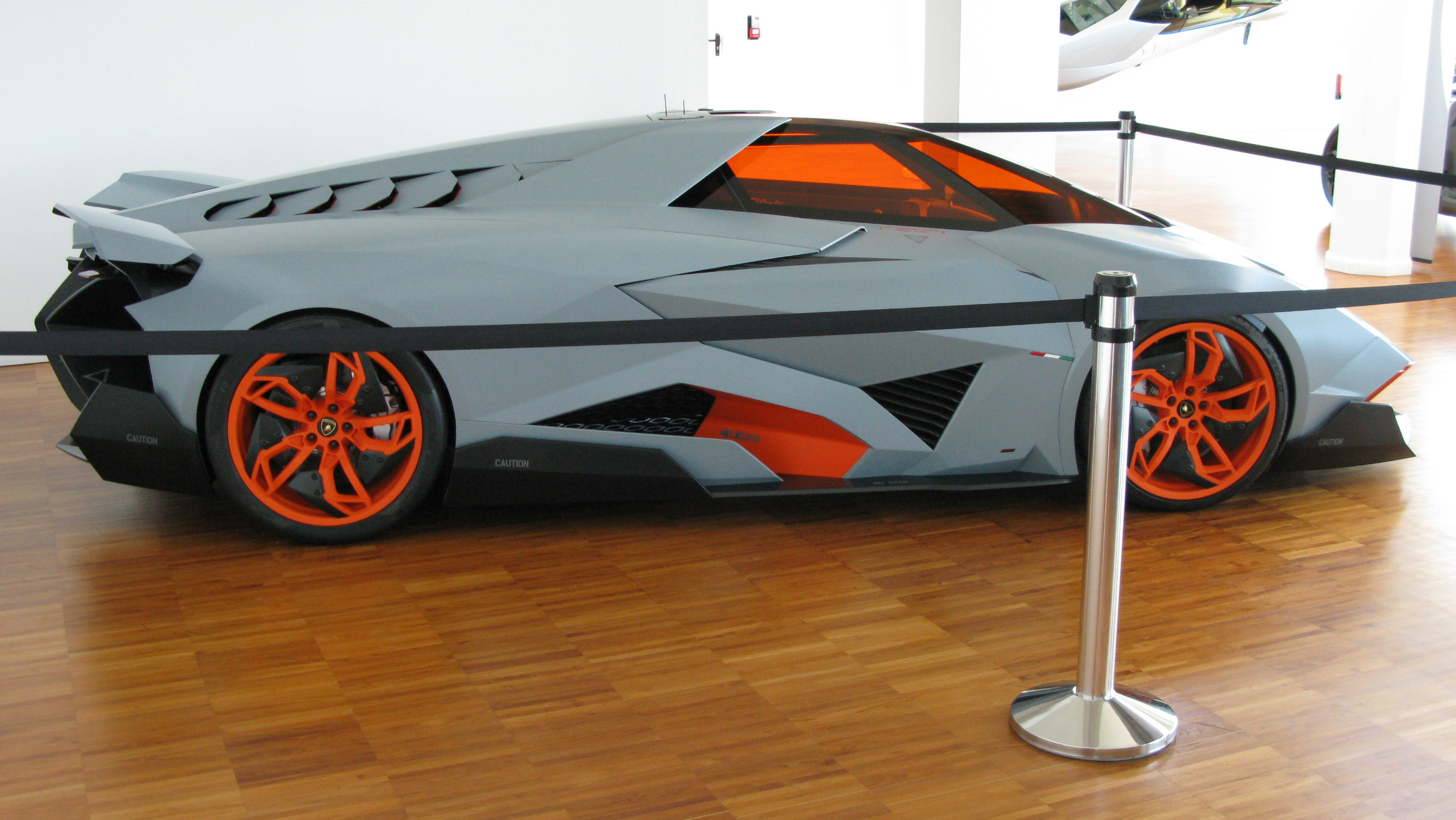
Widok z boku

Lamborghini Egoista ma unikalny, jednomiejscowy kokpit, podobny do kokpitu współczesnego myśliwca, oraz Drzwi kokpitowe. Aby wsiąść do pojazdu i z niego wysiąść, w bolidzie należy zdjąć kierownicę.
Unikalna obudowa Lamborghini Egoista ma przypominać byka gotowego do szarży. Oświetlenie przypomina współczesny samolot, z bocznymi znacznikami i kierunkowskazami po bokach i na górze samochodu, a także z przodu i z tyłu. Nadwozie składa się z aktywnych paneli aerodynamicznych, które podnoszą się i opuszczają, aby zapewnić optymalny docisk i stabilność. Korpus i koła są wykonane z materiału przeciw radarowego.
Samochód można obecnie zobaczyć w Museo Lamborghini w Sant'Agata Bolognese.